# Харамбе
Хара́мбе — 17-летний самец западной равнинной гориллы, ставший известным из-за нападения на ребёнка 28 мая 2016 года в зоопарке Цинциннати. Тогда трёхлетний ребёнок упал в вольер с гориллами, где, по свидетельствам очевидцев, его схватил Харамбе за ногу и стал таскать из угла в угол. Опасаясь за жизнь ребёнка, сотрудники зоопарка застрелили гориллу. Инцидент, снятый на видео, вызвал бурную реакцию и широкое обсуждение о том, стоило ли убивать животное.

## Общие сведения
Харамбе родился 27 мая 1999 в зоопарке Глэдис Портер в Браунсвилле (Техас). Это имя ему дал Дэн ван Копенолл, местный консул, который выиграл муниципальный конкурс имён, спонсируемый зоопарком. Само же имя он придумал после прослушивания песни Риты Марли (вдовы Боба Марли) «Harambe (working together for freedom)». Сам термин Harambee на языке суахили означает «толока».
18 сентября 2014 года Харамбе перевезли в зоопарк и ботанический сад Цинциннати, чтобы дать ему дальнейшую возможность жить и социализироваться среди взрослых горилл.

## Происшествие
28 мая 2016 трехлетний мальчик пролез в вольер для горилл. Есть две версии, как конкретно ему это удалось: или он пролез под забором и, преодолев проволочное ограждение, перебрался через стену, по другим данным, он просто перелез 1,2-метровую ограду и пробрался через кусты. Ребёнок упал с 4,5-метровой высоты в неглубокий водоём, к которому имели доступ гориллы. Чтобы обезопасить ребёнка, сотрудники зоопарка подали знак всем трем обитавшим там обезьянам немедленно уйти в другую часть вольера. 2 самки послушались, однако 200-килограммовый Харамбе заинтересовался мальчиком. На видео, снятом очевидцами, видно, что животное таскает ребёнка за ногу по загону и даже помогает подняться в полный рост.
Сотрудники зоопарка, испугавшись за жизнь мальчика, были вынуждены застрелить гориллу. В администрации зоопарка объяснили, что специалисты решили не использовать усыпляющее вещество, поскольку оно действует не мгновенно, а животное могло повести себя непредсказуемо и нанести вред мальчику.
Позже с комментарием выступил директор зоопарка Тейн Майнард: «Мы расстроены потерей Харамбе, но жизнь ребёнка была в опасности, и нашей службе реагирования на опасных животных нужно было принять быстрое решение». По его словам, когда горилла таскала мальчика по вольеру, голова ребёнка билась о бетон.
Сам ребёнок с неугрожающими жизни травмами был доставлен в больницу и выписан вечером того же дня.

## Реакция
Основная дискуссия после того, как видео происшествия, выложенное анонимным пользователем в YouTube стало вирусным, развернулась вокруг того, стоило ли убивать животное.
Мнения разделились: одни писали, что Харамбе был совершенно неопасен для ребёнка, а его действия объясняли материнским инстинктом, другие настаивали, что выбора у зоопарка не было.
Защитники гориллы апеллировали к тому, что на видео видно, как Харамбе и упавший к нему мальчик держались за руки, однако это не отменяет того, что горилла грубо таскала ребёнка по водоему. Многие не понимали, почему гориллу просто не усыпили дротиком с транквилизатором. Forbes в своей статье указывает, что транквилизатор усыпляет только через 5 минут, более того, вызывает очень бурную реакцию у животных: они вырывают дротик из тела и бегают, пока не уснут. Также дротик мог полететь не прямо и попасть в мальчика. Приматолог Джейн Гудолл в интервью президенту Международного фонда защиты животных говорит, что у зоопарка не было выбора, кроме как убить Харамбе. Она написала: «Это было ужасно для ребёнка, родителей, Харамбе, зоопарка и общественности. Но когда люди вступают в контакт с дикими животными, иногда нужно принимать решения о жизни и смерти». Приматолог Франс де Ваал выразил схожее мнение, «Горилла настолько сильна, что даже с лучшими намерениями (а мы не уверены, что у Харамбе были такие), смерть ребёнка была вероятным результатом».
Многие настаивали, что мать мальчика также должна нести ответственность за то, что её действия повлекли за собой трагедию. На Change.org была создана петиция, в которой требовали начать расследование в адрес родителей, а также убедиться, что ребёнку дома ничто не угрожает. Прокуратура Цинциннати изучала возможность выдвижения обвинений против родителей ребёнка, однако 6 июня 2016 года прокурор штата Огайо Джо Деттерс выступил с заявлением, что никаких обвинений на мать наложено не будет. Сами родители поблагодарили зоопарк за быструю реакцию и предпринятые действия. «Мы знаем, что это было очень тяжелое решение для них и что они скорбят о потере гориллы», — говорится в их анонимном заявлении. Мать мальчика стала объектом травли в интернете. За неё вступилось издание Huffington Post: в своей колонке они призвали критиков матери ребёнка к сочувствию, так как она «пережила самые страшные минуты в своей жизни». В ещё одной петиции по мотивам убийства животного требовали принять «закон Харамбе», который бы четко указывал ответственность людей, виновных в создании ситуаций, приводящих к гибели животных, находящихся под угрозой уничтожения.
В понедельник, 30 мая, у зоопарка собралось несколько десятков человек, которые устроили акцию протеста и почтили память Харамбе. У памятника гориллам в зоопарке люди возлагали цветы и игрушки. Акцию памяти устроили и в Лондонском Гайд-парке: там на поминальное шествие со свечами собралось около 3400 человек. Энтони Сет (Anthony Seta), активист по правам животных, выступая на акции в зоопарке Цинциннати, сказал: «Я здесь не для того, чтобы решать, что правильно, а что нет. Факт состоит в том, что горилла, только что отпраздновавшая свой день рождения, была убита».
На новость об убийстве животного среагировали многие знаменитости. В их числе — гитарист Queen Брайан Мэй и британский комик Рики Джервейс. Свое мнение высказал даже кандидат в президенты Дональд Трамп. Он оправдал действия сотрудников зоопарка, сказав, что хоть животное сначала обращалось с малышом «почти как мать со своим ребёнком», но потом начало таскать его волоком по вольеру: «Выбор был сложным, однако выхода особо не было».
Ассоциацией зоопарков и аквариумов (AZA), которая устанавливает стандарты для зоопарков и Министерства сельского хозяйства США, была проведена тщательная проверка зоопарка. Трагедия также подняла вопрос о разумности держать животных в зоопарках. Правозащитная организация PETA сочла это недопустимым и призвала родителей и детей не посещать подобные места.
Убийство Харамбе с позиции антропозоологии рассматривают кандидат наук в области географии и туризма Ismar Borges de Lima и кандидат зоологических наук Ronda J. Green в своем научном труде «Туризм в дикой природе, изучение экологии и проблемы этики: аспекты экологии и сохранности природы» (2017). Говоря о небывалой медийности случая, они ссылаются на статью Марка Бекоффа, профессора экологии и эволюционной биологии Колорадского университета в Боулдере, для научного журнала Scientific American. Он в свою очередь пишет, что бурная дискуссия свидетельствует о растущем интересе к вопросу этичности содержания животных в неволе.

## Мемы

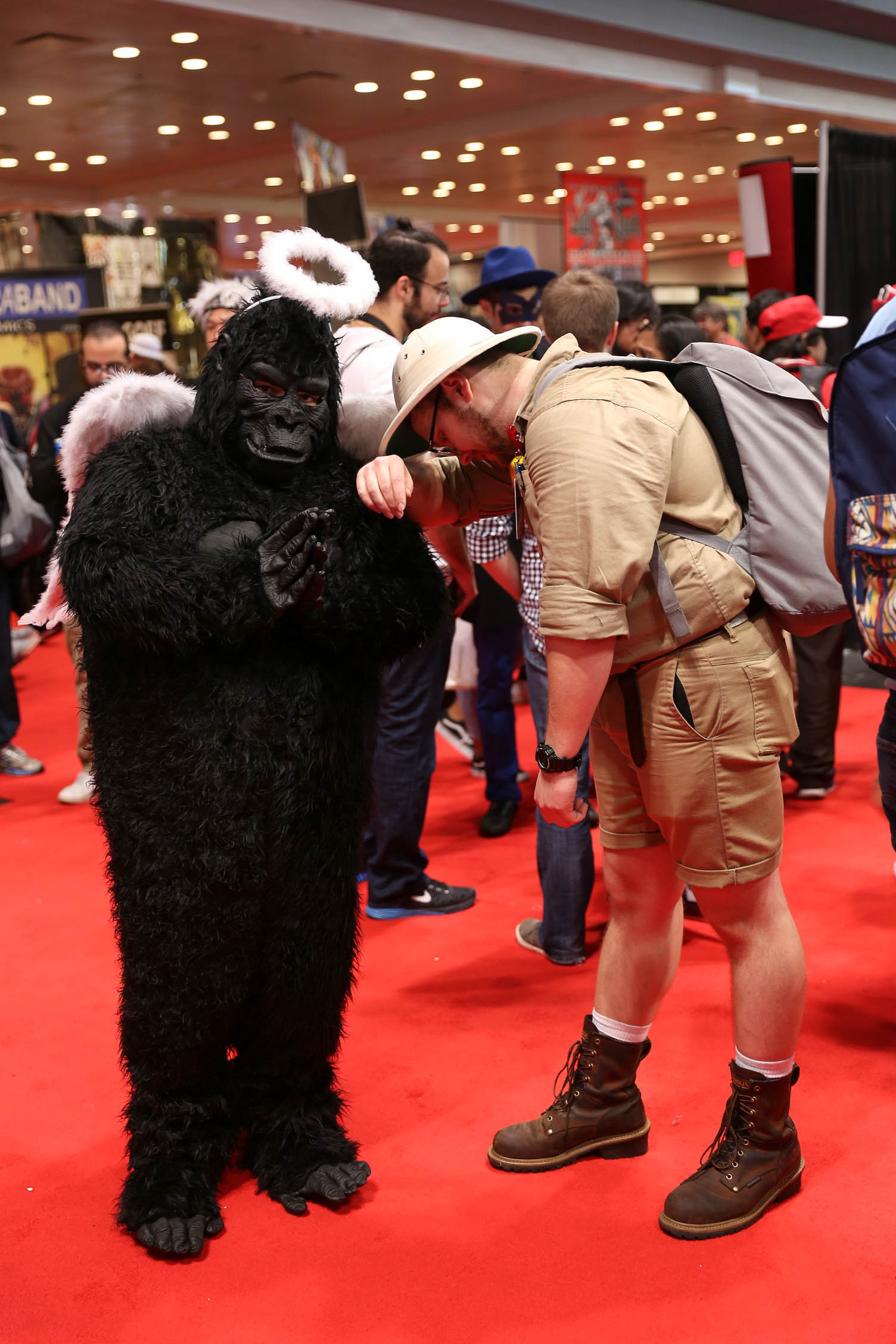
Человек в костюме Харамбе на фестивале в Нью-Йорке

По данным The Washington Post, мемификация Харамбе началась в Твиттере в июне 2016 года с появления поддельного объявления о поминальной службе по горилле. Это вызвало волну новых шуток. Харамбе сравнивали с жертвами полицейского произвола и ушедшими из жизни чернокожими знаменитостями. Издание отмечает, что шутки такого рода стали социальным комментарием к проблеме прав расовых меньшинств. Мемы перекликались с посылом движения за права чернокожих Black Lives Matter, которое в 2016 году провели ряд демонстраций против полицейского насилия.
Большинство шуток строилось на идолизации Харамбе, которого превратили в великомученика и национального героя. Издание Vox пишет: «Идея в том, что чем сильнее и искреннее выражение траура, тем смешнее шутка».
В честь Харамбе создавались рукотворные мемориалы, ставились сценки, и даже была запущена петиция с призывом переименовать бульвар в Южной Каролине в честь погибшей гориллы.
Ещё один виток шуток был связан с президентскими выборами США 2016 года. Фирма Public Policy Polling включила Харамбе в опрос по выявлению уровня поддержки кандидатов в президенты США. В конце июля 2016 у мертвой гориллы уровень поддержки был 5 % (больше, чем у кандидата от Партии зелёных Джилл Стайн), и 2 % в августе 2016 года (одинаково со Стайн). Мемы типа «Bush did Harambe», «Harambe was an inside job», «Hillary did Harambe» высмеивали многочисленные теории заговора.
Как отмечает Vox, мем про Харамбе сочетает как простор для юмора, так и сильный социальный посыл, поэтому может стать одним из главных мемов в истории интернета. В ту же неделю, когда первое место в новостной повестке занял Харамбе, около тысячи беженцев погибли при попытке пересечь Средиземное море. Мем о Харамбе продемонстрировал и стал ответом на театральность современных СМИ. Главной же его чертой редактор Vox Аджа Романо называет универсальность: возможно использовать как с прогрессивных, так и консервативных позиций.
Директор зоопарка Цинциннати Тейн Мейнард на волну шуток отреагировал отрицательно: «Нас не забавляют мемы, петиции и знаки о Харамбе. Семья нашего зоопарка все ещё пытается прийти в равновесие, и постоянное упоминание о Харамбе эту задачу очень для нас усложняет. Мы чтим память Харамбе тем, что удваиваем усилия по сохранению горилл и призываем остальных к нам присоединиться». В конце августа зоопарк удалил свой аккаунт в Twitter после того, как каждая запись стала сопровождаться троллингом о Харамбе. Через два месяца учётная запись была восстановлена.

## Харамбе в массовой культуре
- Американские рэперы Янг Таг и Dumbfoundead[англ.] выпустили песни под названием «Harambe». Первый сделал это на своём микстейпе Jeffery, каждый трек которого назван в честь одного из его «кумиров», в самой песне нет упоминаний гориллы[34][35]. Другой сравнивает судьбу обезьяны с жертвами насилия банд и жестокости полиции[36]. Канадский дабстеп-исполнитель Excision[англ.] включил песню под названием «Harambe» в свой альбом 2016 года Virus[37]. Рэп-исполнительница Ники Минаж упомянула Харамбе в треке «The Pinkprint Freestyle», вышедшем 4 сентября 2016 года[38]. Американский рэпер Ski Mask the Slump God несколько раз упоминал Харамбе в своих треках[39].

- Андерграундное культурное объединение, известное как Otaku Gang, выпустило пародийный файтинг, названный Harambe vs. Capcom, где Харамбе сражается с персонажами из франшизы Street Fighter от Capcom. Сама игра была написана в M.U.G.E.N[40].
- Южноафриканская грайндкор-группа XavlegbmaofffassssitimiwoamndutroabcwapwaeiippohfffX посвятила горилле песню «Dicks Out for Harambe» из дебютного EP группы, изданного в 2016 году.

- 16 июня 2017 года на сатирическом новостном сайте The Onion появилась статья, сообщавшая о смерти профессионального рестлера Биг Шоу, которого якобы были вынуждены застрелить WWE после того, как семилетний мальчик пробрался в стальную клетку во время боя в Индианаполисе[41].

- 30 марта 2019 года американский предприниматель Илон Маск выпустил музыкальный трек, посвящённый Харамбе[42].

- 10 декабря 2021 года вышла песня «Feline», на втором посмертном альбоме Fighting Demons чикагского рэп-исполнителя Juice WRLD, где отведена строчка, посвящённая Харамбе[43].